# Chris Ardoin

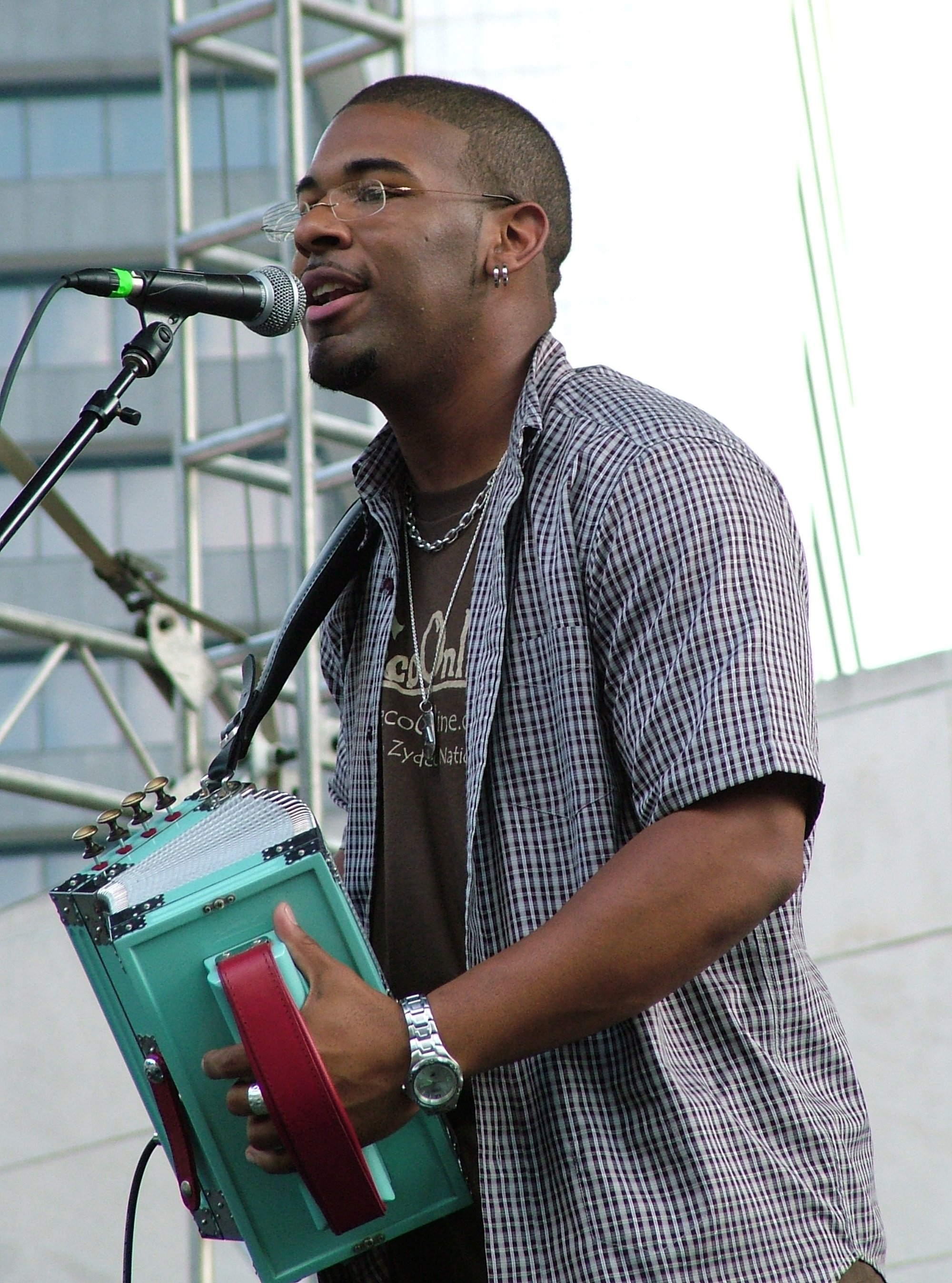
Chris Ardoin (2005)

Chris Ardoin (* 7. April 1981 in Lake Charles, Louisiana) ist ein US-amerikanischer Zydeco-Akkordeonist, Frontmann der Band "Double Clutchin'". Er ist ein Enkel der Zydeco-Legende Alphonse "Bois Sec" Ardoin. Sein Vater Lawrence "Black" Ardoin ist ebenfalls ein bekannter Zydeco-Bandleader.
Mit vier Jahren trat Chris Ardoin zum ersten Mal mit seinem Vater auf. Mit neun Jahren begleitete er seinen Großvater bei einem Auftritt in der Carnegie Hall. Er war Mitglied in der Band seines Vaters, "Lagniappe", bevor er mit seinem Bruder Sean, seinem Vetter Alphonse und Peter Jacobs die Band "Double Clutchin'" gründete. Der Bandname leitet sich vom typischen Doppelschlag der Bass Drum ab, der für den Sound des "neuen Zydeco" (new Zydeco) charakteristisch ist.
1994 erschien das Debütalbum der Band, That's Da Lick; zu diesem Zeitpunkt war Chris Ardoin ganze 13 Jahre alt. Die nächsten Alben waren Lick It Up! (1995), Gon' Be Jus' ine (1997), Turn the Page (1998) und Best Kept Secrets (2000).